# Edelithus
Genre
Edelithus est un genre d'araignées aranéomorphes de la famille des Phrurolithidae.

## Distribution
Les espèces de ce genre se rencontrent en Chine et au Viêt Nam.

## Liste des espèces
Selon World Spider Catalog (version 24, 03/02/2023) :
- Edelithus huyanzhuo Lin & Li, 2023
- Edelithus linchong Lin & Li, 2023
- Edelithus puer Liu & Li, 2022
- Edelithus qinming Lin & Li, 2023
- Edelithus shenmiguo Liu & Li, 2022

## Systématique et taxinomie
Ce genre a été décrit par Liu et Li en 2022 dans les Phrurolithidae.

## Publication originale
- Liu, Ying & Li, 2022 : « One new genus and two new species of the spider family Phrurolithidae (Arachnida, Araneae) from Xishuangbanna Tropical Botanical Garden, southwest China. » ZooKeys, no 1117, p. 71-94 (texte intégral).